# تکاپا
آتشفشان تِکاپا (به اسپانیایی: Volcán Tecapa) آتشفشان چینه‌ای مرکبی به ارتفاع ۱۵۹۳متر واقع در السالوادور در آمریکای مرکزی است.

## مشخصات
آتشفشان تکاپا در منتهی‌الیه شمال غربی مجموعه‌ای از آتشفشان‌ها در شرق ریو لِمپا و در میان آتشفشان‌های سان ویسنته و سان میگل قرار دارد. کاسه آتشفشانی برلین که لبهٔ آن از غرب آتشفشان قابل مشاهده است در طی فورانی در اواخر دورهٔ پلیستوسن شکل گرفته است و پس از آن مخروط‌های سرو لاس پالماس، سرو پلون، تکاپا-لاگونا ده آلگریا و سرو آلگریا در امتداد خطی غربی‌جنوب‌غربی-شرقی‌شمال‌شرقی به وجود آمده‌اند.
دهانهٔ آتشفشانی تکاپا-لاگونا ده آلگریا دارای شکافی عمیق در دیوارهٔ شرقی خود است و دریاچه آتشفشانی لاگونا ده آلگریا در درون این دهانه تشکیل شده است.
مجموعهٔ آتشفشانی تکاپا در حال حاضر فعالیت‌هایی دودخانی داشته و کارخانهٔ ژئوترمال مولدی در میدان زمین‌گرمایی برلین ساخته شده است. .